# Ville-sur-Ancre Communal Cemetery Extension
Ville-sur-Ancre Communal Cemetery Extension is een begraafplaats gelegen in de Franse plaats Ville-sur-Ancre (Somme). De militaire graven worden onderhouden door de Commonwealth War Graves Commission.
De begraafplaats telt 52 geïdentificeerde Gemenebest graven uit de Eerste Wereldoorlog.